# Max Lee
Max Lee Ho-yin (* 9. Januar 1988 in Hongkong) ist ein ehemaliger chinesischer Squashspieler aus Hongkong. 

## Karriere
Max Lee begann seine professionelle Karriere in der Saison 2007 und gewann 14 Titel auf der PSA World Tour. Seine höchste Platzierung in der Weltrangliste erreichte er mit Position zwölf im Dezember 2015. Bei den Asienspielen 2010 gewann er mit der Hongkonger Mannschaft die Bronzemedaille, 2014 gewann er weitere Bronzemedaillen im Einzel und mit der Mannschaft. 2018 sicherte er sich in beiden Konkurrenzen die Silbermedaille. Mit der Hongkonger Squashnationalmannschaft nahm er bereits 2007, 2009, 2011, 2013, 2017 und 2019 an Weltmeisterschaften teil. 2016 wurde er mit der Mannschaft Vizeasienmeister, im Jahr darauf folgte der Titelgewinn im Einzel. In der Saison 2018 gelang ihm auch mit der Mannschaft der Titelgewinn. 2011 und 2014 wurde er Hongkonger Meister.
Im August 2022 beendete er aufgrund einer chronischen Hüftverletzung seine Karriere. Im Anschluss setzte er sein 2018 begonnenes Studium der Sportwissenschaften fort und wurde Assistenztrainer in der Hongkonger Nationalmannschaft.

## Erfolge
- Asienmeister: 2017
- Asienmeister mit der Mannschaft: 2018
- Gewonnene PSA-Titel: 14
- Asienspiele: 2 × Silber (Einzel und Mannschaft 2018), 3 × Bronze (Mannschaft 2010, Einzel und Mannschaft 2014)
- Hongkonger Meister: 2011, 2014